# Alexander Jurjewitsch Borodai

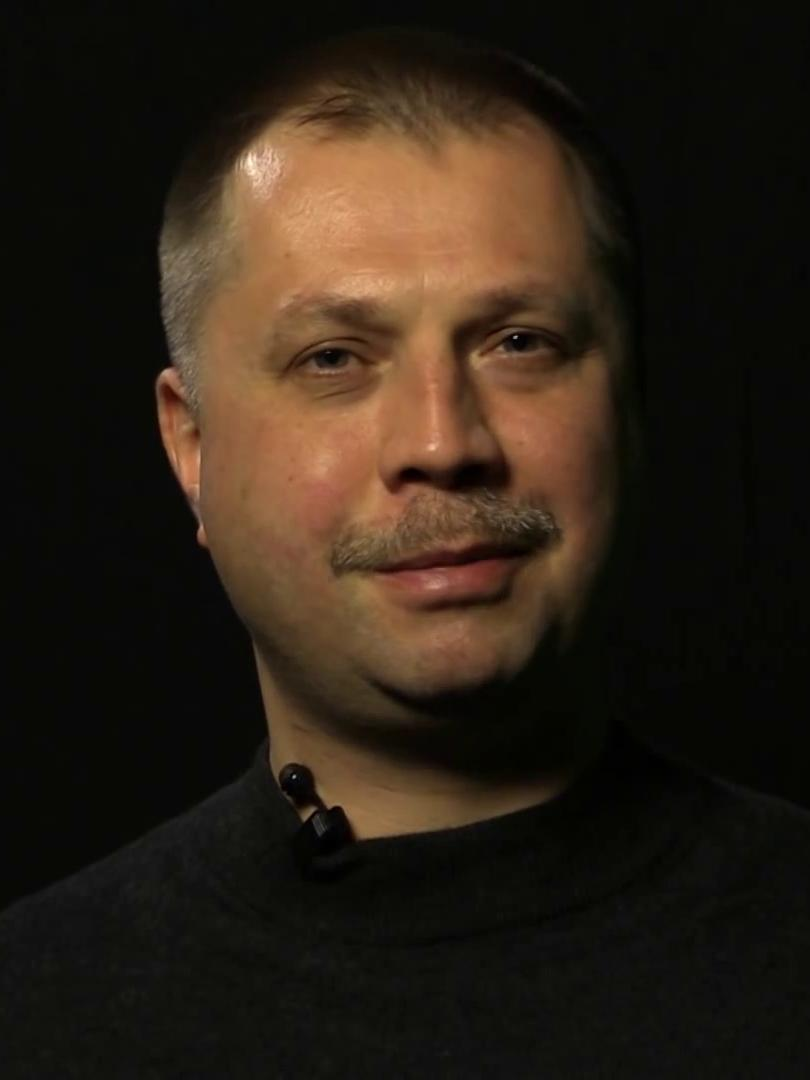
Alexander Borodai (2014)

Alexander Jurjewitsch Borodai (russisch Александр Юрьевич Бородай; * 25. Juli 1972 in Moskau) ist ein russischer Politiker.

## Leben
Borodai absolvierte die Lomonossow-Universität in Moskau und hat einen Abschluss in Philosophie. Er kämpfte im Transnistrien-Konflikt für pro-russische Gruppierungen und war Mitglied der „rot-braunen“ Koalition während der russischen Verfassungskrise 1993. Im Jahr 1994 arbeitete er für die staatliche russische Nachrichtenagentur RIA Novosti als Militärkorrespondent während des Ersten Tschetschenienkriegs und war beteiligt an Reportagen für den Fernsehsender NTW. Ab 1996 arbeitet er für die nationalistische Zeitung Sawtra. Ab 1998 ist er als „politischer Berater“ tätig, spezialisiert auf Wahlen. Ab 2001 leitet er das Consulting-Unternehmen „Soziomaster“, spezialisiert auf das Krisenmanagement. 2011 gründete er den nationalistischen Fernsehsender Den-TV. Zusammen mit Igor Girkin alias Igor Strelkow war er ein enger Mitarbeiter und PR-Berater des umstrittenen russischen Unternehmers Konstantin Malofejew.
Borodai war Mitglied der neonazistischen Partei Russische Nationale Einheit und Alexander Prochanow nannte ihn einen „wahren Weißen Nationalisten“.

## Krieg im Donbas
Als politischer Berater war er auch für Sergei Aksjonow tätig, der seit der völkerrechtswidrigen russischen Annexion der Krim als Präsident der Halbinsel fungiert. Nach dem Referendum im Osten der Ukraine 2014, welches er im Auftrag des Kreml durchführte, wurde Borodai zum Premierminister der nicht anerkannten Volksrepublik Donezk ernannt.
Als ukrainische Truppen Anfang Juli in der Ostukraine an Boden gewannen, reiste Borodai zu politischen Konsultationen nach Moskau. Nach Gesprächen mit namentlich nicht genannten Personen kehrte er in die Rebellenhochburg Donezk zurück, um in seiner selbsternannten Republik Wladimir Antyufeyew vorzustellen. Antyufeyew war in der prorussischen Separatistenbewegung in Moldawien und im Krieg zwischen Russland und Georgien aktiv gewesen. Am 10. Juli ernannte Borodai Antyufeyew zum „stellvertretenden Ministerpräsidenten“. Antyufeyew war einer von mehreren Russen, die die Führung der separatistischen Rebellion in den östlichen Regionen der Ukraine übernahmen. Er schloss sich Borodai und dem Rebellenkommandanten Igor Wsewolodowitsch Girkin, Oberst des russischen Militärgeheimdienstes GRU, auch Igor Strelkow (Игорь Стрелков), von den Separatisten Strelok (deutsch: Schütze) genannt, an. Die Ankunft von Antyufeyev unterstreicht die Beteiligung Moskaus an dem Konflikt, sagten westliche Beamte. Der US-Botschafter in Kiew, Geoffrey R. Pyatt sagte, es habe einen dramatischen Wechsel in der Führung der Volksrepublik Donezk gegeben. Die neue Führung stehe in regelmäßigem Kontakt mit den Behörden in Russland. Der Kreml jedoch bestritt jede Beteiligung.
Am 7. August 2014 trat Borodai von seinem Posten als Premierminister zurück und erklärte, ihn an Alexander Sachartschenko abzugeben.

## Abschuss von Flug MH17
Aus abgehörten Gesprächen im Juli 2014, welche die Strafermittler des Abschusses von Malaysia-Airlines-Flug 17 auswerteten und im November 2019 veröffentlichten, ging hervor, dass die Befehlskette der regierungsfeindlichen Kräfte nach Russland reichte. In einer Aufzeichnung vom 3. Juli 2014 hatte Borodai gesagt: "Nun, Sie haben weitreichende Pläne, aber nicht meine. Ich folge Befehlen und schütze die Interessen nur eines Staates, der Russischen Föderation. Das ist im Endeffekt alles.". Die NZZ schrieb dazu allgemein: 

„Die Mär vom Aufstand der Freiwilligen in der Ostukraine und Moskaus fehlendem Einfluss ist seit längerem entlarvt. Dass die obersten Funktionäre der selbsternannten «Volksrepubliken» Donezk und Luhansk regelmässig in Moskau ihre Direktiven abholen, ist kein Geheimnis.“

## Nach dem Krieg im Donbas
Russische Veteranen des Donbas-Kriegs gründeten eine Union der Donbass-Freiwilligen unter der Führung von Borodai, die von Wladislaw Surkow unterstützt wird. Die Union unterstützt das Programm der Behörden, die Schriften und Ideen von Iwan Iljin zu nutzen, um russischen Kindern Großmachtnationalismus einzuprägen. Bei der Parlamentswahl in Russland 2021 wurde Borodai für die Partei Einiges Russland in die Duma gewählt.